# کراسنی آلتای
کراسنی آلتای (به لاتین: Krasny Altay) یک منطقهٔ مسکونی در روسیه است که در سرزمین آلتای واقع شده‌است.